# استهلاك الموارد
استهلاك الموارد هو استخدام الموارد غير المتجددة، أو في بعض الأحيان الموارد المتجددة.

## المجالات
- استهلاك المياه
- استهلاك الطاقة
  - استهلاك الطاقة الكهربائية
  - استهلاك الطاقة على مستوى العالم

- استهلاك الغاز الطبيعي / نضوب الغاز
- استهلاك النفط / نضوب النفط
- قطع الأشجار / إزالة الغابات
- الصيد البحري / الصيد الجائر
- استخدام الأراضي / فقدان الأراضي
- نضوب الموارد
- الاستغلال العام للموارد الطبيعية وما يرتبط به من تدهور بيئي

استهلاك الموارد يمكن أن يشير أيضا المصطلح تحديدًا إلى:
قياس مستويات استهلاك الموارد من خلال كثافة استخدام الموارد وكفاءة استخدام الموارد.
وقد أدّت التحولات الصناعية والأسواق العالمية المعولمة إلى زيادة الميل نحو الاستهلاك المفرط للموارد.
ولا يتوافق معدل استهلاك الموارد في بلدٍ ما عادةً مع مدى توافر الموارد الأساسية فيه، وتُعرف هذه الظاهرة بلعنة الموارد.
إن الاستهلاك غير المستدام من قِبل السكان الذين يتزايد عددهم باستمرار قد يؤدي إلى نضوب الموارد وتقليص القدرة الاستيعابية للأرض. 